# فرنچ بی
فرنچ بی (انگلیسی: French Bee) شرکت هواپیمایی فرانسوی است، که در سال ۲۰۱۶ تأسیس شد.